# Kuźma Podgorbunski
Kuźma Zacharowicz Podgorbunski (ros. Кузьма Захарович Подгорбунский, ur. 8 listopada 1906 we wsi Tołmaczowo w guberni tomskiej, zm. 29 października 1988) – radziecki polityk, przewodniczący Komitetu Wykonawczego Północnokazachstańskiej Rady Obwodowej (1955-1963).
1928-1930 w Armii Czerwonej, 1930-1932 studiował w Omskim Instytucie Budownictwa Kołchozowego, potem zastępca kierownika rejonowego oddziału rolniczego w Kraju Zachodniosyberyjskim, dyrektor szkoły kołchozowej, zastępca dyrektora stanicy maszynowo-traktorowej i przewodniczący komitetu wykonawczego rady rejonowej w Kraju Ałtajskim. Działacz WKP(b), 1938-1940 I sekretarz rejonowego komitetu WKP(b) w Kraju Ałtajskim, 1940-1942 I sekretarz rejonowego komitetu WKP(b) w Bijsku, 1942-1943 sekretarz Ałtajskiego Krajowego Komitetu WKP(b) ds. energetyki i przemysłu paliwowego, 1943-1945 organizator odpowiedzialny KC WKP(b), 1945-1947 słuchacz Wyższej Szkoły Partyjnych Organizatorów przy KC WKP(b). Od 1947 do listopada 1949 przewodniczący Rady ds. Kołchozów przy Radzie Ministrów ZSRR na obwód czelabiński, od listopada 1949 do 1953 przewodniczący Rady ds. Kołchozów przy Radzie Ministrów ZSRR na obwód swierdłowski, 1953-1954 szef obwodowego zarządu gospodarki rolnej w Swierdłowsku, 1954-1955 zastępca kierownika Wydziału Rolnego KC Komunistycznej Partii Kazachstanu. W 1955 II sekretarz Północnokazachstańskiego Komitetu Obwodowego KPK, 1955-1963 przewodniczący Komitetu Wykonawczego Północnokazachstańskiej Rady Obwodowej, od stycznia 1963 do listopada 1965 I sekretarz Północnokazachstańskiego Wiejskiego Komitetu Obwodowego/Północnokazachstańskiego Komitetu Obwodowego KPK, 1965-1969 zastępca przewodniczącego Zarządu Kazachskiego Republikańskiego Związku Stowarzyszeń Spożywców, następnie na emeryturze. Odznaczony Orderem Czerwonego Sztandaru Pracy.